# Линдсей, Джеймс Гордон
Джеймс Гордон Линдсей (англ. James Gordon Lindsay; 18 июня 1906 — 1 апреля 1973) — проповедник пробуждения, автор и основатель Института «Христос для Народов», писатель.

## Биография
Джеймс Гордон Линдсей родился 18 июня 1906 года в Зайоне, штат Иллинойс, США. Родители Линдсей (Томас и Эффи Линдсей) были учениками и последователями известного евангелиста Джона Александра Доуи, основателя исцеляющего возрождения в Америке. Когда город обанкротился после падения Доуи, семья переехала в христианскую общину в Калифорнии, возглавляемую Фасги Финис И. Иоакимом, а затем в Портленд, штат Орегон, где Линдсей обратился во время собрания, проводимого Чарльзом Фоксом Паремом, инициатором пятидесятнического движения в Топике, штат Канзас.
В возрасте восемнадцати лет Линдсей начал своё служение как путешествующий евангелист, проводя собрания в церквях «Ассамблеи Божьей» и других пятидесятнических групп. Работал в кампаниях по Калифорнии и южным штатам вместе с Джоном Г. Лейком, который начал миссию Божественного исцеления в Портленде и Спокане, штат Вашингтон. Затем Линдсей стал пастором церкви Foursquare Gospel в Калифорнии, но вернулся в Орегон, где женился на Фреде Шимпф.

## «Голос исцеления»
Когда началась Вторая мировая война, Линдсей принял предложение стать пастором церкви в городе Ашленд, штат Орегон. В 1947 году он оставил должность, став менеджером кампании Уильяма Брэнема. Чтобы продвигать кампанию, в апреле 1948 года Линдсей начал выпускать журнал «Голос исцеления» в Шривпорте, штат Луизиана.
Несколько месяцев спустя, в июле 1948 года, Брэнем объявил, что временно уходит из круга возрождения. Эта новость стала настоящим ударом для Линдсей, который только начал заниматься освещением собраний Брэнема. Со временем, в журнале начали публиковаться служения других евангелистов, так как он становился популярным во всей стране.
В 1949 году группа Линдсей выступила спонсором первого съезда евангелистов исцеления в Далласе, штат Техас, и начала действовать как свободное братство служителей, названное «Голос исцеления». В 1950 году была опубликована биография Брэнема, написанная Линдсей («Уильям Брэнем: Человек, посланный Богом»). К октябрю 1950 года Брэнем больше не был издателем, но был указан в качестве помощника редактора. В списке значились следующие редакторы:
- Гордон Линдсей — редактор
- Джек Мур — соредактор
- Анна Жанна Мур — главный редактор
- Ф. Ф. Босуорт — помощник редактора
- Уилбур Огилви — помощник редактора
- Уильям Брэнем — помощник редактора
- О. Л. Джаггерс — помощник редактора
- Харви Макалистер — помощник редактора
- Т. Л. Осборн — помощник редактора
- Дейл Хэнсон — помощник редактора
- Гейл Джексон — помощник редактора

Как только популярность некоторых членов братства возрастала, они покидали его и создавали свои собственные организации и публиковали свою литературу.

## Писательская деятельность
Собственная работа Линдсея начала двигаться в направлении миссии. Он начал спонсировать программы миссий в ряде зарубежных стран и стал транслировать радио служение. В течение 1956 года он проводил Победный международный «крестовый поход», посылая команды служителей по всему миру. Журнал «Голос Исцеления» в 1968 году на короткое время изменил название на «Широкое международное пробуждение», перед окончательным изменением «Христос для народов». Одно из последних видений Линдсея перед его смертью было видение института исследования Библии в Далласе, штат Техас. Институт «Христос для народов» появился в 1970 году и в нём прошли обучение тысячи студентов со всего мира.
Линдсей был плодовитым писателем, опубликовавшим более 250 томов исторических и доктринальных книг о движении возрождения исцеления. Его служение остановилось с его внезапной смертью 1 апреля 1973 года. Жена Линдсея Фреда продолжала работу, которую он начал. Корпорация «Христос для народов» имеет пять основных аспектов: национальная программа церкви; национальный литературный труд; еврейская миссия в Израиле; национальные и международные школы изучения Библии; и молитвенное и трансляционное служение. Гордон Линдсей также был первым евангелистом писателем-проповедником, увидевшим связь между НЛО феноменами его дней и падшими ангелами нефелимами в Бытие 6 главе. Он написал несколько книг на эту тему, а также статьи журнала «Голоса Исцеления».
Затем Линдсей принял приглашение стать пастором церкви в Ашленде, штат Орегон в начале 1940 года. В 1947 году он услышал и нашел Уильяма М. Бранхама, который имел значительный успех в служении благовестия. Он ушел с занимаемой должности и стал администратором кампаний Бранхама. В целях содействия кампании, Линдсей учредил «Голос Исцеления» в апреле 1948 года. Это был журнал, широко распространенный на юге США. Бранхам испытывал затруднения и заявил, что не способен продолжать евангелизационные собрания. Это было разрушительно для Линдсея и его команды, так как его служение было сфокусировано на служении Бранхама. Джек Коу пришел как соредактор журнала… И Линдсей перенес фокус на других служителей, таких как Джек Коу, Орал Робертс и А. А. Ален. Группа «Голос Исцеления» спонсировала евангелизационные исцеления в Далласе, штат Техас и Канзас Сити в 1950 году. В конечном счете, некоторые служители осуществляли разработку своих собственных журналов, и группа стала слишком мала.
Линдсей, а также Чарльз Куллис, чувствовал, что нужно было заняться литературой, которая освещала историю, теологию и опыт исцеления. Он написал 250 книг и брошюр, помимо того был постоянным автором журнала «Голос Исцеления». Чувствуя призыв к развитию миссии и евангелизационному труду, он спонсировал кампании интернациональных миссий. Он учредил радио программу, а вместе с WA Raiford основал Международную группу церквей и Служителей Полного Евангелия. В течение 1956 года он провёл Победный Кросс наций, для того, чтобы отправить команду служителей по всему миру. Журнал «Голос Исцеления» изменил своё название на «Христос для народов». Он написал 250 книг и брошюр, которые были переведены на 46 языков.
Дочь Линдсея Шира вышла замуж за пастора Ари Сорко-Рам, который основал служение «Маоз Израиль» в Израиле. Институт «Христос для народов». Несколько лет он обучал людей быть миссионерами в различных народах, силе Имени Иисуса и крещению Духом верующих. Затем, в 1970 году он основал вместе со своей женой Фридой институт «Христос для народов», который теперь был рассчитан на 1200 студентов, 250 международных и 50 различных национальностей.
Фреда Линдсей, его жена, старательно продолжает свою мечту основания апостольских церквей, служителей и помощи в учёбе многих студентов. Она активно трудилась как президент общества «Христос для народов», пока не вышла в отставку в возрасте 90 лет. «Мама» Линдсей умерла в своем доме 29 марта 2010 года, в возрасте 95 лет на День Гордона Линдсея. Институт назначил день памяти и почитания наследия основателя. Сын Линдсея Деннис является нынешним президентом и исполнительным директором.

## Смерть
Линдсей неожиданно умер 1 апреля 1973 года во время поклонения в институте.